# Tres Algarrobos
Tres Algarrobos è una città argentina della Provincia di Buenos Aires, situata nel Partido di Carlos Tejedor. Secondo il censimento condotto nel 2001 conta 2.933 abitanti.

## Storia
Situata in una zona rimasta disabitata fino alla fine del XIX secolo, l'insediamento originario venne fondato il 17 agosto 1901. Venne connessa alla rete ferroviaria argentina (tramite la Ferrocarril Oeste de Buenos Aires) nel 1910.